# Katholieke Kerk in Guinee
De Katholieke Kerk in Guinee is een onderdeel van de wereldwijde Katholieke Kerk, onder het geestelijk leiderschap van de paus en de curie in Rome.
In 2005 waren ongeveer 170.000 (2%) inwoners van Guinee katholiek. Guinee bestaat uit een enkele kerkprovincie, Conakry. De kerkprovincie Conakry omvat een aartsbisdom en twee bisdommen. De bisschoppen zijn lid van de bisschoppenconferentie van Guinee. President van de bisschoppenconferentie is Vincent Coulibaly, aartsbisschop van Conakry. Verder is men lid van de Conférences Episcopales Régionale de l’Afrique de l’Ouest Francophone en de Symposium des Conférences Episcoaples d’Afrique et de Madagascar.
Het land heeft een kardinaal elector, Robert Sarah, emeritus aartsbisschop van Conakry.
Apostolisch nuntius voor Guinee is aartsbisschop Mambé Jean-Sylvain Emien, die tevens nuntius is voor Mali.

## Bisdommen
| - Aartsbisdom - Bisdom |

- Conakry
  - Kankan
  - N’Zérékoré

Indeling
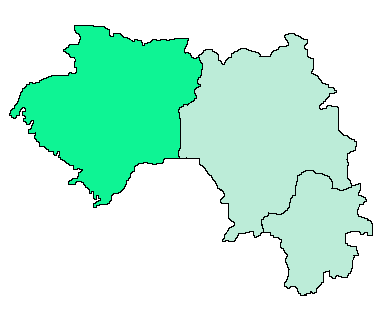
Aartsbisdom Conakry
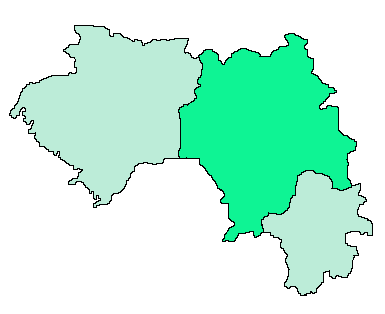
Bisdom Kankan
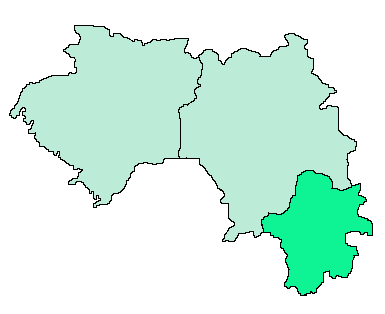
Bisdom N’Zérékoré

## Nuntius
- Apostolisch delegaat
  - Aartsbisschop Bruno Wüstenberg (19 december 1973 – 17 januari 1979)
  - Aartsbisschop Johannes Dyba (25 augustus 1979 – 1 juni 1983)
  - Aartsbisschop Romeo Panciroli (6 november 1984 – 1 augustus 1987)
- Apostolisch pro-nuntius
  - Aartsbisschop Romeo Panciroli (1 augustus 1987 – 18 maart 1992)
  - Aartsbisschop Luigi Travaglino (4 april 1992 – 2 mei 1995)
- Apostolisch nuntius
  - Aartsbisschop Antonio Lucibello (8 september 1995 – 27 juli 1999)
  - Aartsbisschop Alberto Bottari de Castello (18 december 1999 – 1 april 2005)
  - Aartsbisschop George Antonysamy (24 augustus 2005 – 8 september 2008)
  - Aartsbisschop Martin Krebs (8 september 2008 – 8 mei 2013)
  - Aartsbisschop Santo Rocco Gangemi (6 november 2013 – 25 mei 2018)
  - Aartsbisschop Tymon Tytus Chmielecki (26 maart 2019 – 12 november 2022)
  - Aartsbisschop Mambé Jean-Sylvain Emien (12 november 2022 – heden)